# Xã Spooner, Quận Lake of the Woods, Minnesota
Xã Spooner (tiếng Anh: Spooner Township) là một xã thuộc quận Lake of the Woods, tiểu bang Minnesota, Hoa Kỳ. Năm 2010, dân số của xã này là 190 người.